# Ecocidi

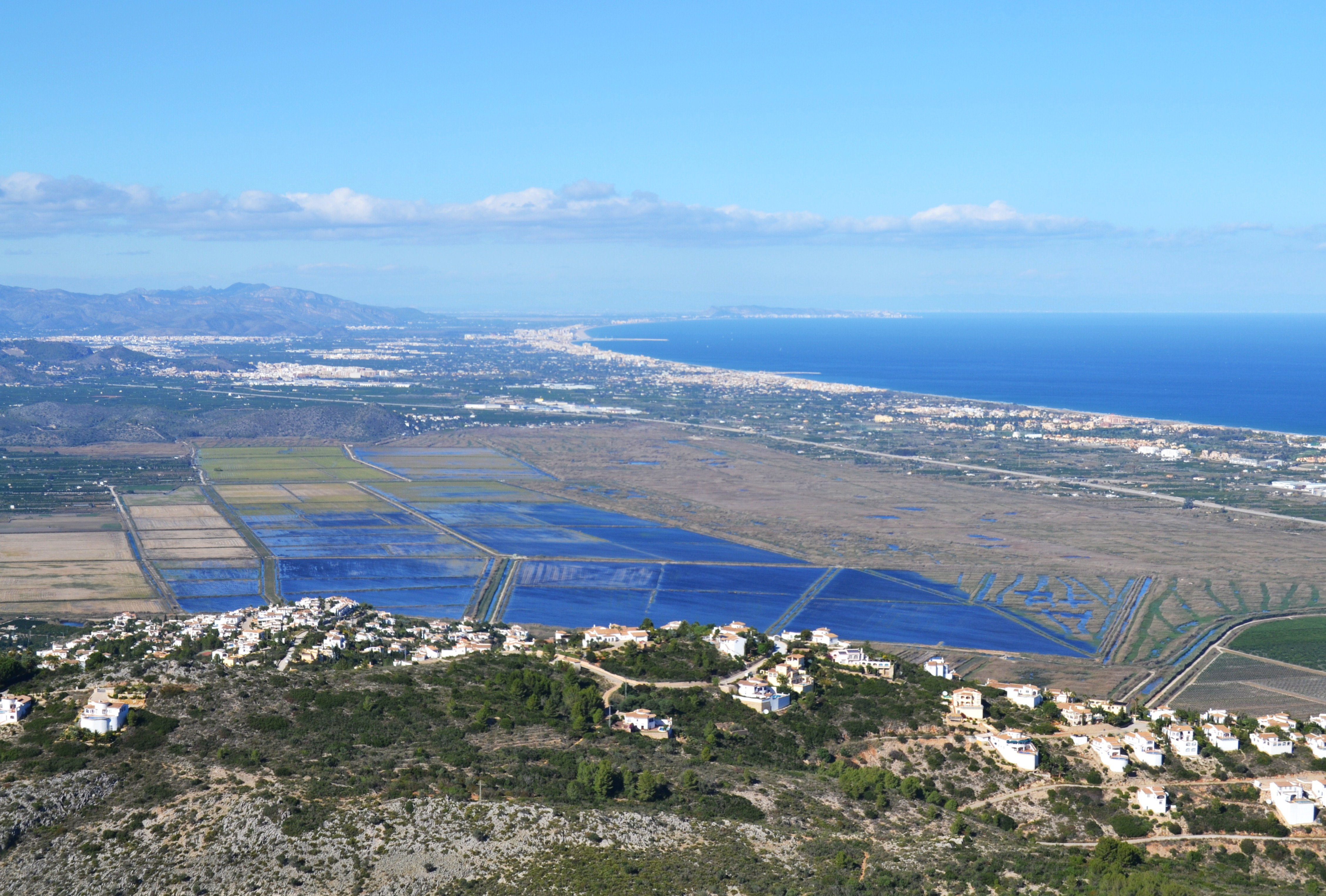
Marjal de Pego-Oliva en 2014

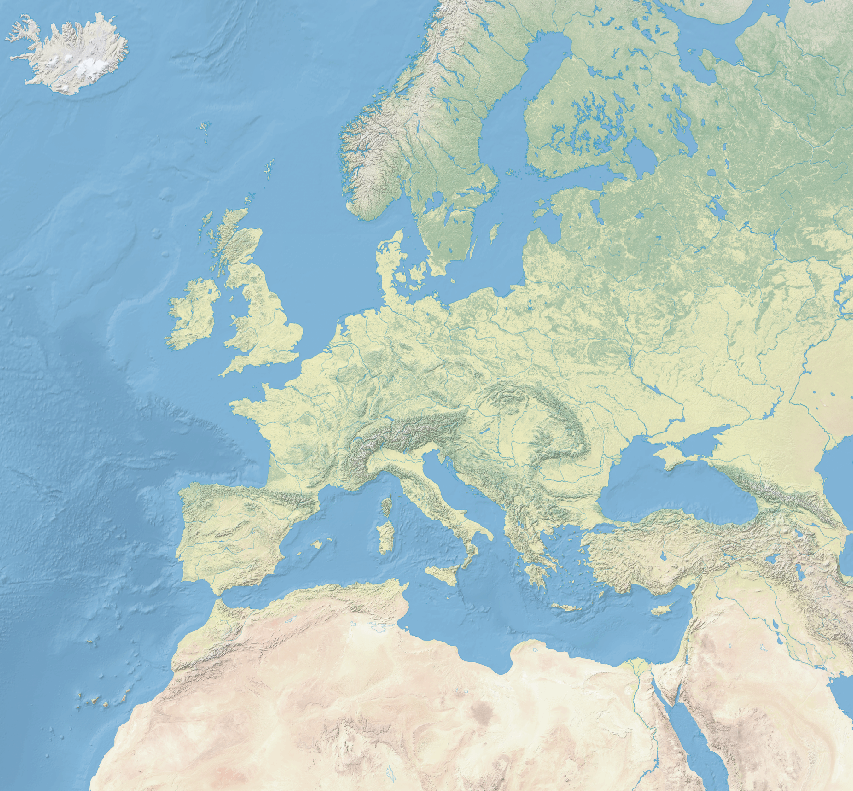
Mapa d'Europa i el Nord d'Àfrica, 2013

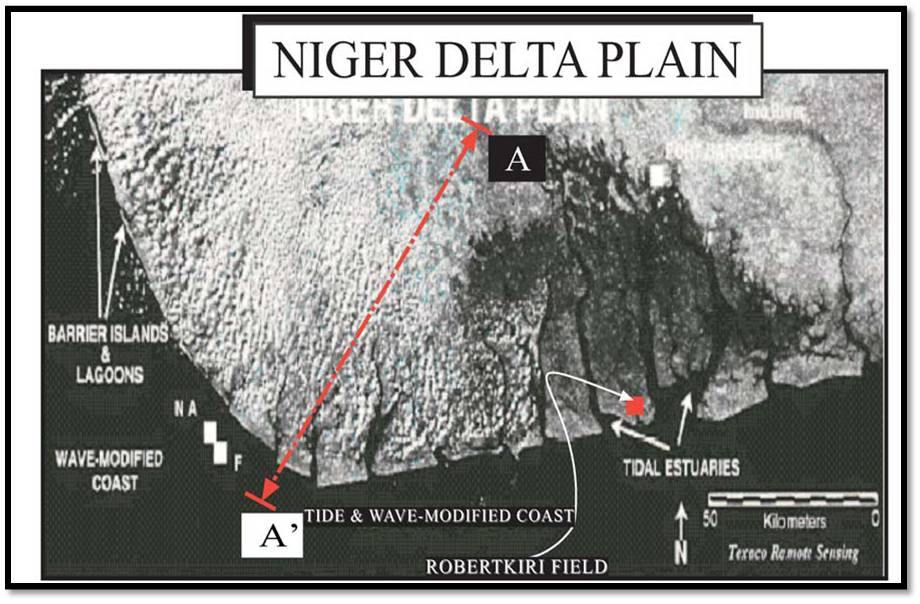
Mapa del delta del Níger, 2005

Un ecocidi o biocidi és una greu destrucció d'un o més ecosistemes, de manera que la qualitat de vida o la pau dels habitants del territori on ocorre disminueixi severament. La persona, física o no, que cometeix un ecocidi és una ecocida. Des de 2010, s'està estudiant que l'ecocidi es consideri un crim internacional, afegint així un cinquè crim dels quatre crims internacionals contra la humanitat i contra la pau denunciats als drets humans. El major obstacle que es troben les entitats promotores i directores és el fet que les ecocides puguin ser no només països sinó empreses i negocis, com màfies, conegudes com a ecomàfies, i grans transnacionals, que actuen com a lobbies, tenint un important poder polític i econòmic, i lògicament s'oposen al procés.
Els ecocidis, com els genocidis i les violacions a les dones, són crims de guerra, i no només de guerra, que tradicionalment al llarg de la història i encara avui són justificats o silenciats. Un cas paradigmàtic n'és l'efectuat per les antigues cultures grega i romana, que, amb altres invasors, van acabar amb els abundants boscos nord-africans talant els boscos per a obtenir materials de construcció (fusta), combustible o preparar terres de conreu, a més d'aniquilar-ne la fauna, composta per gaseles, lleopards, lleons, panteres i elefants, a més d'altres animals. Un espectacle de circ romà podia arribar a matar cinc mil animals. Un exemple actual n'és el conegut com a ecocidi a La Marjal de Pego-Oliva, una zona humida d'unes mil hectàrees situada entre els municipis de Pego i d'Oliva.

## Etimologia
El mot "ecocidi" és un neologisme format a partir del prefix "eco", en el sentit de medi ambient, i el sufix "cidi", pressent també a genocidi, anàlogament a altres crims com per exemple el feminicidi o lingüicidi.